# Rubbadubbers
Rubbadubbers es una serie de animación infantil británica que utiliza el estilo de animación stop-motion creada por el estudio británico Hot Animation, una división de HIT Entertainment y Nick Jr. Productions. Su producción fue iniciada el 2 de septiembre de 2002, y se trata de cortos de 7 minutos de duración. Estos cortos consisten en juguetes de baño que utilizan el cuarto de baño para divertirse a las 9:30 a. m. en 15 de enero de 2003 en Nick Jr. en el Estados Unidos.
En todos los episodios de esta serie, uno de los personajes tiene problemas y dice la frase "¡Oh, sin tan sólo!" como una forma de deseo y se lo imagina, después este se da cuenta de que su deseo era algo erróneo y decide dejar las cosas tal como están. Esta serie infantil se emite en el canal de CBeebies en el Reino Unido, en Latinoamérica por Discovery Kids (siendo cancelada posteriormente) y en México por Televisa, también por Nick Jr. en los Estados Unidos.

## Argumento
Siete juguetes de ficción se encuentran en el baño y son capaces de cobrar vida cuando los hermanos Benjie y Sis dejen o abandonen en baño, en especial, la bañera, donde se divierten con muchas aventuras teniendo en cuenta su imaginación.

## Personajes
- Tubb: es una rana rosa con ojos verdes, camisa amarilla con mangas verdes y rojas y pantalón corto amarillo de raya cuadradas rojas. Es el líder del baño y se lo demuestra a Fimbar, siempre diciendo ¡Chapuzón!.
- Amelia: es una submarina rojo, amarillo, y azul con alas para volar y le gusta que la impresionen al ver volando como un avión piloteando con trucos, además tiene propulsor para andar en el agua.
- Sploshy: es una traviesa esponja con forma de estrella marina y se absorbe. Es de color fucsia por delante y amarilla por detrás. Puede meter menos líos pero es amigable al ver malumado.
- Reg: es un robot naranja con repetición. No sabe si los robots se meten al agua porque se oxida al entrar y vigila la puerta para ver si hay niños para venir al baño. Él siempre dice en alerta: "¡Rubbadubbers, Rubbadubbers!, ¡inmersión a la vista!".
- Fimbar: es un tiburón azul y blanco que cree en ser poderoso, devora casi todo y tiene algo de envidia. Es muy bueno en trucos y siempre utiliza la palabra "¡Arr, arr, arr!" en sus oraciones.
- Winona: es una ballena púrpura que lanza chorros de agua. Anda en trucos y dice: ¡Iiii, iii ii! como que chilla el Ratón.
- Terence: es un cocodrilo verde y amarillo con corbata roja y un diente. A él no le gusta mojar, aunque se divierte, y sopla burbujas por las narices. Le encanta cuidar burbujas de juguete, aunque siempre se mete en problemas.

## Lista de episodios
- 1. Goteo
- 2. Sploshy del Ártico
- 3. Hide y Seek
- 4. Scary Finbar
- 5. High Noon en el baño
- 6. Amelia el Monstruo
- 7. Reg el Monstruo
- 8. Double Trouble de Terence
- 9. Sploshy Aves
- 10. Little Red Riding Tubb
- 11. Reg en la Plaza Mundial
- 12. Terence de Arabia
- 13. El Comisario Terence
- 14. Sploshy la Piedra-Seeker
- 15. Spaceman Reg
- 16. Deep Sea Reg
- 17. Tren Conductor Tubb
- 18. Tubb el Pirata
- 19. Terence el encargado de la tienda
- 20. Tonto Sploshy
- 21. Terence veloz
- 22. Cola de Sploshy
- 23. La parte importante de Finbar
- 24. Reg, Trineo motorizado
- 25. Amelia y los detectives
- 26. Terence del espía
- 27. El problema de la burbuja de Terence
- 28. Tubb el Mago
- 29. Amelia la Buzo
- 30. Torres de Tubb
- 31. Reg deportivo
- 32. Amelia la niñera
- 33. Tubb el príncipe rana
- 34. Finbar y los fantasmas
- 35. Los deseos de Sploshy
- 36. La casa que Tubb construyó
- 37. Finbar y la banda del sombrero verde
- 38. Terence el Cazador de Monstruos
- 39. Encargado de faro Reg
- 40. Los equipos de rescate de Finbar
- 41. Skypainter Amelia
- 42. Copia Sploshy
- 43. Lazos de Terence
- 44. Finbar el Poderoso Movie Star
- 45. Finbar la palabra Tiburón
- 46. Plan de Juego de Reg
- 47. Reg y la biblioteca
- 48. Mensajero Terence
- 49. El doctor Terence
- 50. Farmer sploshy
- 51. Princesa Amelia
- 52. Súper Amelia
- 53. Fangoso Finbar
- 54. Regalo de Finbar
- 55. Futbolista Tubb
- 56. Error de la torta de Tubb
- 57. Finbar la estrella

## Actores
Las voces de estos personajes creados por John Gordon Sinclair, Sean Hughes y Maria Darling.